# إمارة أربانون
اربينون ( Old Gheg : Arbënia, Old Tosk : Arbëria اللاتينية: Arbanum ) كانت إمارة من العصور الوسطى في ألبانيا حالياً، يحكمها السكان الأصليون لعائلة بروغوني ،  وهي أول دولة ألبانية تظهر في التاريخ المسجل. تأسست الإمارة في عام 1190م على يد الأركون الألباني بروجون في المناطق المحيطة بكروجا ، إلى الشرق والشمال الشرقي من الأراضي الفينيسية .  خلف بروجون أبنائه جين ثم ديميتريوس ، الذين استطاعوا الاحتفاظ بدرجة كبيرة من الحكم الذاتي عن الإمبراطورية البيزنطية .  في عام 1204م، حصل أربانون على استقلال سياسي كامل بشكل مؤقت، مستغلًا ضعف القسطنطينية بعد نهبها أثناء الحملة الصليبية الرابعة .  ومع ذلك، فقدت أربانون استقلاليتها الكبيرة حوالي عام 1216م، عندما بدأ حاكم إبيروس، ميخائيل الأول كومنينوس دوكاس ، بالغزو شمالًا اتجاه ألبانيا ومقدونيا ، واستولى على كرويا وأنهى استقلال إمارة اربانون.  وبعد وفاة ديميتريوس، آخر حكام عائلة بروغوني، أصبحت أربانون تحت سيطرة ديسبوتية إبيروس ، ثم الإمبراطورية البلغارية ، ومنذ عام 1235م، تحت سيطرة إمبراطورية نيقية . 
خلال هذه الفترة، كانت المنطقة تحت حكم اللورد اليوناني الألباني جريجوريوس كاموناس ، الزوج الجديد لديميتريوس الصربية السابقة كومنينا نيمانيتش ، وجوليم (جولام)، وهو قطب محلي تزوج ابنة كاموناس وكومنينا.   وفي نهاية المطاف تم ضم أربانون في شتاء عامي 1256م و1257م الى الدوله البيزنطية من قبل جورج أكروبوليتس . ثم اختفت جوليم بعد ذلك من السجلات التاريخية.  تشكل كتابات أكروبوليتس التاريخية المصدر الأساسي لأربانون المتأخر وتاريخه.

## اصل التسميه
كانت الإمارة تُعرف باسم أرفانون (Ἄρβανον) باللغة اليونانية، وباسم أربانوم باللغة اللاتينية، وباسم رابان في الوثيقة الصربية التي تعود إلى أوائل القرن الثالث عشر بعنوان حياة ستيفان نيمانيا.
يمثل المصطلح اسم قبيلة إيليرية جنوبية موثقة في اللغة اليونانية القديمة باسم Ἀλβανοί (ألبانوي)، والذي يشير لاحقًا إلى اسم مناسب لألباني عرقي حتى تم استبداله بـ Shqiptar في القرن الثامن عشر. يُنسب مباشرة إلى الترجمة اللاتينية للاسم القبلي ألبانوي بواسطة أوريل.
لوحظت نسخ من "أربين" منذ القرن الثاني قبل الميلاد، ويذكر تاريخ العالم الذي كتبه بوليبيوس موقعًا يُدعى أربونا (باليونانية القديمة ρβωνα، باللاتينية Arbo) حيث تشتتت بعض القوات الإيليرية، بقيادة الملكة توتا، وهربت من أجل الهروب من الرومان.
في القرن السادس الميلادي، ذكر ستيفانوس البيزنطي، في قاموسه الجغرافي المهم بعنوان إثنيكا (Ἐθνικά)، مدينة في إيليريا تسمى أربون (Ἀρβών)، وأعطى اسمًا عرقيًا لسكانها، في شكلين من الأرقام المفردة، أي أربونيوس (Ἀρβώνιος) وأربونيت (Ἀρβωνίτης)، رر. Ἀρβωνῖται. 

## الحاله
ويشير العديد من العلماء إلى أن إمارة أربانون كانت أول دولة ألبانية ظهرت خلال العصور الوسطى يُعتقد عمومًا أن أربانون احتفظت بقدر كبير من الحكم الذاتي حتى وفاة ديمتريوس عام 1216، عندما سقطت الإمارة تحت تبعية إبيروس أو اللاسكاريين في نيقية.
بين عامي 1190م و1204م، كانت أربانون إمارة تابعة للإمبراطورية البيزنطية وتمتلك درجة كبيرة من الحكم الذاتي، على الرغم من أن ألقاب "أرشون" (التي كان يحملها بروغون) و"بانهيبرسباستوس" (التي كان يحملها ذيمير) هي علامات واضحة على التبعية البيزنطية. في سياق إضعاف القوة البيزنطية في المنطقة بعد نهب القسطنطينية عام 1204م، حصلت أربانون على الحكم الذاتي الكامل لمدة 12 عامًا حتى وفاة ديمتريوس عام 1215م أو 1216م.
يذكر نقش جيزيك عائلة بروجوني كقضاة، ويشير إلى اعتمادهم على فلادين ودوردي نيمانجيتش (حكم من 1208م–1216م)، أمراء زيتا. في مرحلتها الأخيرة، كانت أربانون مرتبطة بشكل أساسي باستبداد إبيروس وحافظت أيضًا على علاقات تحالف مع مملكة صربيا، وفي عام 1252م، استسلم جوليم لإمبراطورية نيقية.

## جغرافيًا
في القرن الحادي عشر الميلادي، تم تطبيق اسم أربانون (ألبانون أيضًا) على منطقة في المنطقة الجبلية الواقعة إلى الغرب من بحيرة أوهريد والوادي العلوي لنهر شكومبين.
في عام 1198، سيطر ستيفان نيمانجيتش لفترة وجيزة على جزء من المنطقة الواقعة شمال نهر درين، ويروي أنه استولى في ذلك العام على بولت من أربانون (أوت رابنا).
في عام 1208، في المراسلات مع البابا إنوسنت الثالث، كانت المنطقة التي ادعى ديمتريوس بروجوني أنها برينسيبس أربانوروم هي المنطقة الواقعة بين شكودرا وبريزرن وأوهريد ودوريس.
وبشكل عام، أوصل بروجوني الإمارة إلى ذروتها.
المنطقة التي كانت تسيطر عليها الإمارة في ذلك الوقت، تتراوح من وادي نهر شكومبين إلى وادي نهر درين في الشمال ومن البحر الأدرياتيكي إلى نهر درين الأسود في الشرق.
و ذكر جورج أكروبوليتس، الذي كتب بالتفصيل عن المنطقة في مرحلتها الأخيرة، وضع أراضيها آنذاك بين دوريس وبحيرة أوهريد في محور من الغرب إلى الشرق وبين وادي نهر شكومبين ووادي نهر مات في محور من الجنوب إلى الشمال. وكانت قلعة كروجي المركز العسكري والإداري للمنطقة طوال فترة وجودها.

## التاريخ

### التطور المبكر
هناك مصادر نادرة عن أربانون، باستثناء سجلات المؤرخ البيزنطي جورج أكروبوليتس، الذي يُعد عمله المصدر الأولي الأكثر تفصيلاً عن أربانون وهذه الفترة من تاريخ ألبانيا بشكل عام. في عام 1166م، نعلم أن prior Arbanensis أندريا و episcopis Arbanensis لازاروس شاركا في مراسم أُقيمت في كوتور, والتي كانت حينها تحت حكم الإمارة الكبرى الصربية. بعد عام، في 1167م، البابا ألكسندر الثالث، في رسالة موجهة إلى لازاروس، يهنئه على إعادته أبرشيته إلى الإيمان الكاثوليكي ويدعوه للاعتراف برئيس أساقفة راغوزا كسلطته العليا. بعد بعض المقاومة من المسؤولين المحليين، وُضعت أبرشية أربانون تحت الاعتماد المباشر للبابا، كما ورد في رسالة بابوية مؤرخة في 1188م.
المعروف قليل عن بروغون الذي كان بين عامي 1190ظ و1198م، أول حاكم لكرويا ومحيطها. بقيت قلعة كرويا في حوزة عائلة بروغوني، وخلف بروغون ابنه جين بروغوني، الذي توفي عام 1208م (أو 1207م)، ولاحقًا ابنه الآخر ديميتريوس بروغوني (ديميتَر).

### حكم ديميتريوس بروغوني
ديميتريوس كان الحاكم الثالث والأخير من عائلة بروغوني، وحكم بين 1208م (أو 1207م) و1216م (أو 1215م). خلف أخاه جين وجعل الإمارة في أوجها. منذ بداية حكمه، سعى ديميتَر بروغوني لإنشاء شبكات ودية في السياسة الخارجية للحفاظ على سيادة أربانون ضد التهديدات الخارجية، وأهمها طوال فترة حكمه كانت جمهورية البندقية ولاحقًا إمارة إبيروس.  في عامي 1208م–1209م، فكر لأول مرة في التحول إلى الكاثوليكية من الأرثوذكسية الشرقية للحصول على دعم ضد منافسيه الفينيسيين. بما أن البندقية مُنحت حقوقًا اسمية للسيطرة على ألبانيا، فإن التحول للكاثوليكية كان سيبطل مطالب البندقية على أراضٍ يسيطر عليها كيان كاثوليكي آخر، وهو إمارة أربانون، كما كان سيحميه من توسع الدول التي خلفت بيزنطة مثل إمارة إبيروس. في مراسلاته المحفوظة مع البابا إينوسنت الثالث، طلب بروغوني، كزعيم لـ يوديس أربانون الذين وقعوا كأتباعه، من البابا إرسال مبشرين لنشر الكاثوليكية في بلاده. رد البابا بأن نيكولاوس، رئيس الشمامسة الكاثوليكي في دوريس، قد تلقى تعليمات للتحضير للمهمة. لكن بعد ذلك بوقت قصير، أوقف ديميتريو العملية لأنه لم يعد يعتبرها مهمة، بعدما هزم جورجه نيمانييتش، وهو تابع للبندقية يحده من الشمال، فأصبح يشعر بتهديد أقل من البندقية.

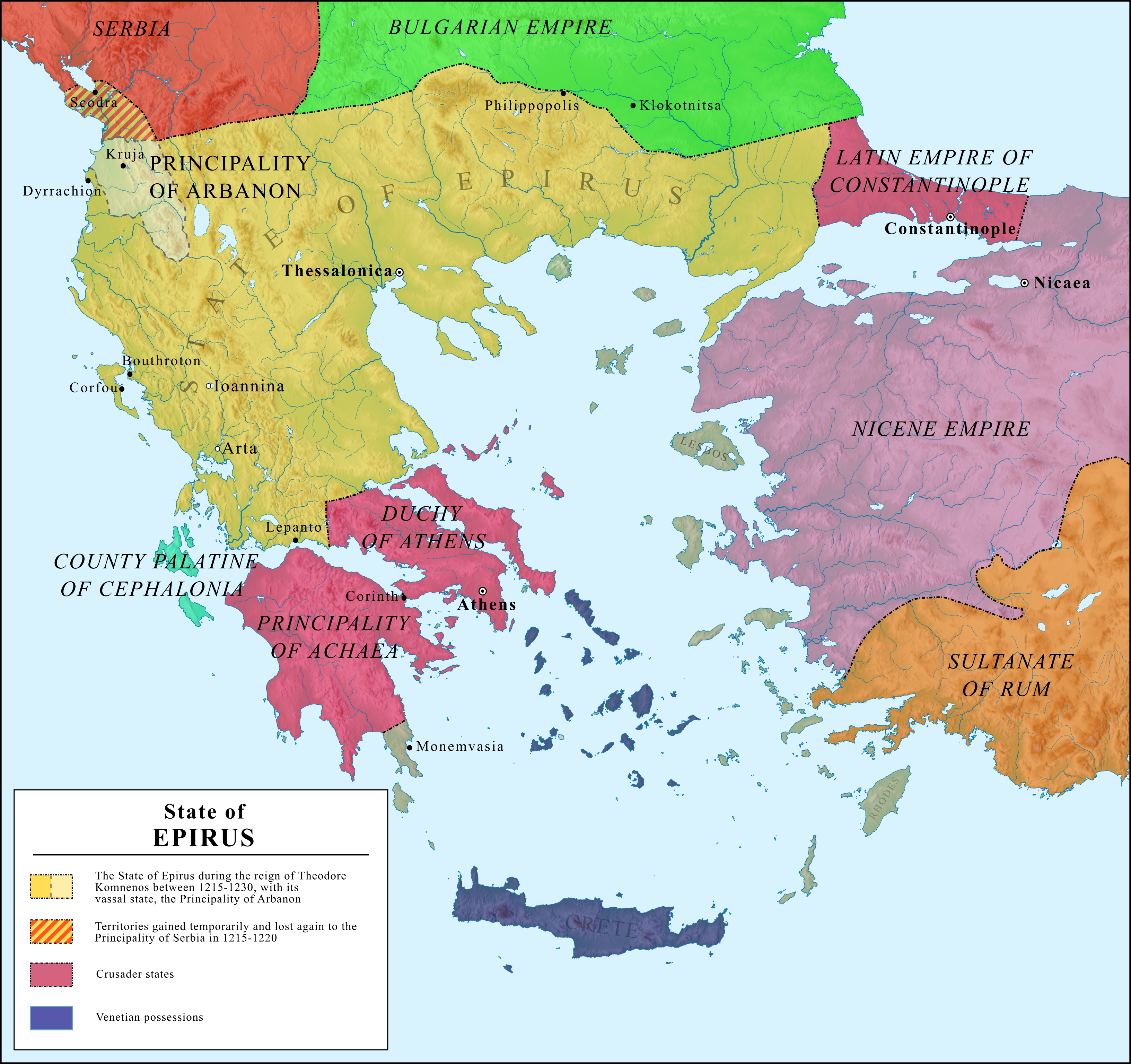
أربانون بين 1215م و1230

كان نيمانييتش قد وعد سابقًا بدعم عسكري للبندقية إذا هاجم بروغوني الأراضي الفينيسية، في معاهدة وُقعت في 3 يوليو 1208م. في 1208م، ضمّن أيضًا زواجًا من كومينا نيمانييتش، التي كانت ابنة ستيفان نيمانييتش، منافس جورجه نيمانييتش وحفيدة آخر إمبراطور بيزنطي أليكسيوس الثالث أنجيلوس. في هذا السياق، وبسبب علاقة زوجته بالعائلة الإمبراطورية البيزنطية، اعتُرف بديميتريوس بلقب بانهايبر سيباستوس. بعد وفاة رئيس الأساقفة الكاثوليكي لدوريس، استولى الفينيسيون وبروغوني - كل في أراضيه - على ممتلكات الكنيسة. وبسبب أفعاله ضد ممتلكات الكنيسة، تم حرمانه من الكنيسة. استخدم لقب برينسيبس أربانوروم ("أمير الألبان") للإشارة إلى نفسه واعتُرف به كهذا من قبل كبار الشخصيات الأجنبية. في مراسلاته مع إينوسنت الثالث، كانت الأراضي التي ادعاها كـ برينسيبس أربانوروم هي المنطقة بين شقودرة، بريزرين، أوهريد ودوريس (المناطق الجبلية بين مواقع سكودرام وديرراشيوم وأشريدام وبريزرينام). بشكل عام، رفع بروغوني الإمارة إلى ذروتها. امتدت الأراضي التي كانت تحت سيطرة الإمارة من وادي نهر شكمبين إلى وادي نهر درين في الشمال ومن البحر الأدرياتيكي إلى درين الأسود في الشرق. في الوثائق اللاتينية، يُشار إلى ديميتريوس أيضًا بلقب يوديكس. وفي السجلات البيزنطية، يحمل لقب ميجاس أرشون وبعد توطيد حكمه لقب بانهايبر سيباستوس.

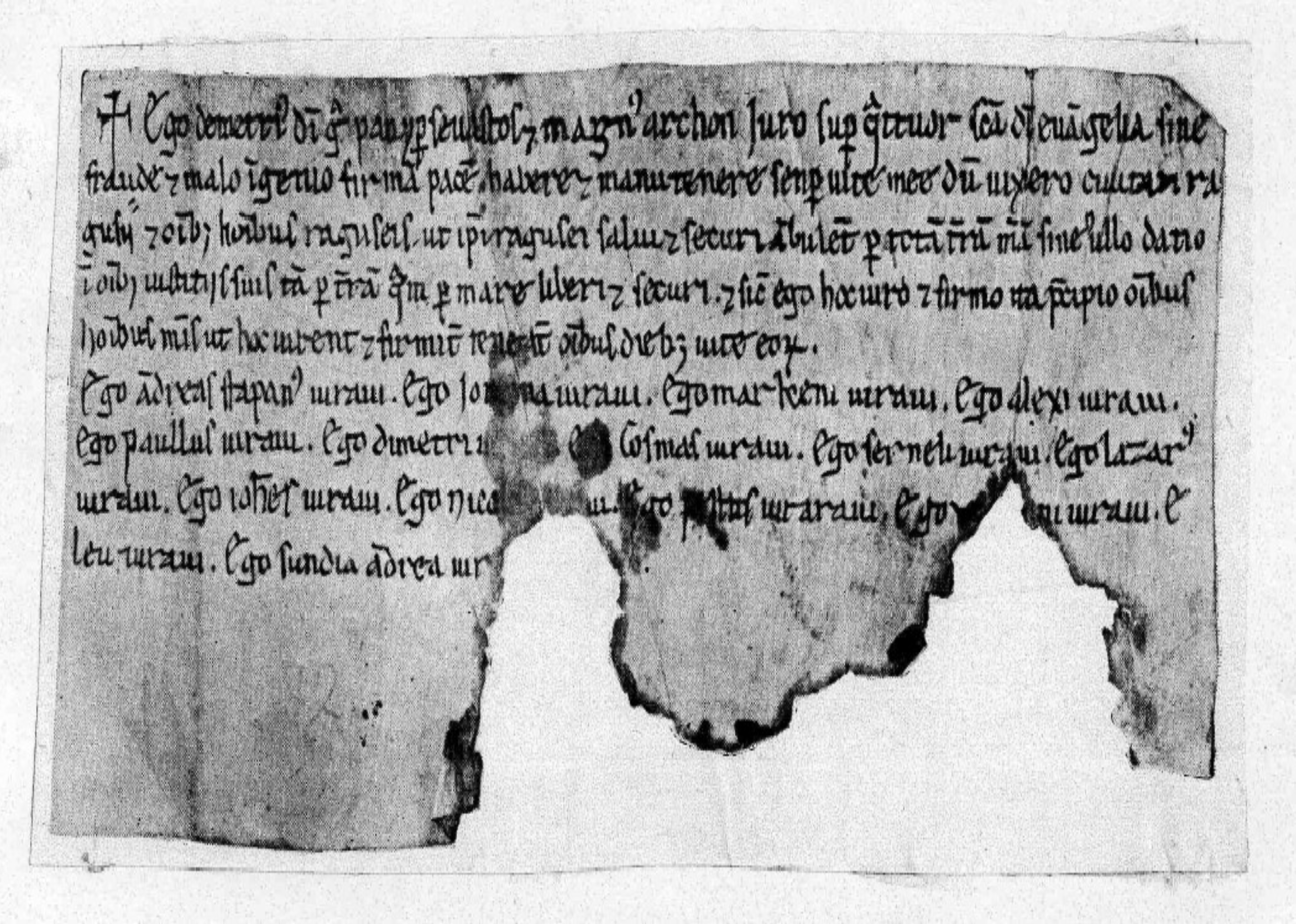
نسخة من اتفاقية التجارة لعام 1210م بين ديميتريوس بروغوني من أربانون وجمهورية راغوزا.

في 1209م، بحثًا عن حلفاء، وقع أيضًا معاهدة مع جمهورية راغوزا التي سمحت بمرور أحرار لتجار راغوزا في الأراضي الألبانية. في العام التالي، تم التوصل إلى اتفاق بين جمهورية البندقية ومايكل الأول كومنينوس دوكاس من إمارة إبيروس، بموجبه أصبح دوكاس تابعًا للبندقية، إذا اعترفت الجمهورية بمطالبه حتى وادي نهر شكمبين، وهي منطقة مركزية في أربانون. في 1212م، سمحت البندقية أيضًا بانتقال دوقية الساحل دوريس إلى مايكل وتخلت عن سيطرتها المباشرة على وسط ألبانيا. كان لهذا الاتفاق عواقب وخيمة على الإمارة، التي تحيط بها قوات معادية، ويبدو أنها قُصرت بحلول نهاية حياة ديميتريوس بروغوني على المنطقة شمال شكمبين وجنوب درين. الدليل على هذه الفترة هو نقش تأسيسي للكنيسة الكاثوليكية في جيزيق في ندفاندي بالقرب من ريشين في ميرديتا. النقش مكتوب باللاتينية وأُنتج بعد وفاة بروغوني. يُظهر النقش أن بروغوني، الذي تم قبوله مجددًا في الكنيسة الكاثوليكية، قدم أموالًا لبناء الكنيسة، والتي ربما كان يخطط لأن تصبح مقر أبرشية أربانون أو أبرشية جديدة في مركز ما تبقى من مملكته. يشير هذا إلى أن الكنيسة الجديدة بُنيت على موقع كنيسة قديمة مكرسة للقديسة مريم (Shën Mëri) لكن بروغوني كرس الكنيسة الجديدة لـ شين برمت (Paraskevi of Rome)، القديسة الراعية لأربانون. حافظ على شبه استقلال هذه المنطقة بموجب اتفاقية قبل فيها السيادة العليا لزيتا، ولم يتدخل حكام زيتا في الشؤون الداخلية للمنطقة مقابل ذلك. في النقش الذي يعد أيضًا وصية بروغوني الأخيرة، كُرست الكنيسة لشعبه (nationi obtulit) وخُصص خليفته، Progon - ابن جين بروغوني - بلقب protosebastos.

### حكم غريغوري كاموناس وغوليم
بعد وفاة ديميتريوس في 1215م أو 1216م، انتقلت السلطة إلى زوجته كومينا. سرعان ما تزوجت من غريغوري كاموناس، الذي كان قد تزوج سابقًا من ابنة جين، وكان بحاجة إلى الزواج لتثبيت حقه في السلطة. بعد أن سيطر على كرويا، عزز علاقاته مع الإمارة الكبرى الصربية التي أضعفت بعد هجوم سلافي على شكودرا.
لم يكن لديميتريوس ابن يخلفه. أنجبت كومينا ابنة مع كاموناس، والتي تزوجت من أحد كبار النبلاء المحليين يُدعى غوليم من كرويا (غولام). استمر الأخير في الحكم كحاكم شبه مستقل في أربانون تحت إمارة تيودور كومنينوس دوكاس في إبيروس (حتى 1230م) ثم تحت حكم إيفان أسان الثاني من بلغاريا حتى وفاته عام 1241م. ثم تقلب بين دوكاس والنيكيين حتى تم ضمه نهائيًا من قبل النيكيين في مرحلة إعادة بناء الإمبراطورية البيزنطية بين 1252م-1256م. خلال النزاعات بين مايكل الثاني كومنينوس دوكاس من إبيروس والإمبراطور جيوفاني الثالث دوكاس فاطاتزيس من نيكايا، كان غوليم وتيودور بيترا لي فاس، اللذان كانا في البداية حلفاء لمايكل، قد انشقوا في النهاية إلى جانب جيوفاني الثالث في 1252م. مع ذلك، كانت السيطرة الأولى للنيكيين، حين عيّن الإمبراطور تيودور الثاني لاسكاريس قسطنطين شابارون كحاكم للإمارة، قصيرة الأمد، إذ أدت الأحداث إلى ثورة أربانون في 1257م. يُذكر غوليم آخر مرة في السجلات التاريخية بين 'الشخصيات البارزة' في أربانون، في اجتماع مع جورج أكروبوليتس في دوريس في شتاء 1256ظ-1257م. قام أكروبوليتس بعد ذلك بضم الإمارة ونصب إدارة مدنية وعسكرية ومالية بيزنطية.

## الممتلكات
امتدت أربانون على مناطق ألبانيا الوسطى الحديثة، مع العاصمة في كرويا.
كانت أرضًا صغيرة في القرنين الحادي عشر والثاني عشر، تمتد من نهري ديفول إلى شكمبين. ووفقًا لألان دوكيلير، لم يكن لدى أربانون وصول مباشر إلى البحر. يلاحظ روبرت إلسي أن المدن الساحلية في ألبانيا الحديثة لم يكن بها مجتمعات ألبانية ملحوظة طوال العصور الوسطى، في حين أن سواحل إبيروس جنوبًا، رغم سيطرة الصرب واليونانيين عليها، كانت مأهولة أساسًا بالألبان وفقًا لدوكيلير.
كانت حصون كرويا مقر الدولة. حصل بروغون على ممتلكات محيطة بالحامية التي أصبحت موروثة.

## الاقتصاد
كانت أربانون مستفيدة من طريق التجارة فيا إغناتيا، الذي جلب الثروة والفوائد من الحضارة البيزنطية الأكثر تطورًا اقتصاديًا.

## الملوك
| الصورة | اللقبالاسم                   | فترة الحكم | ملاحظات |
| ------ | ---------------------------- | ---------- | --- |
|        | سيد كرويا بروغوني            | 1190–1198  | كان بروغوني أول حاكم ألباني معروف لأول دولة ألبانية معروفة.                                                                                      |
|        | سيد كرويا جين بروغوني        | 1198–1208  | الابن الأكبر لبروغوني. |
|        | أمير ألبانيا ديميتير بروغوني | 1208–1216  | الابن الأصغر لبروغوني. ضمن مزيدًا من الاستقلال لأربانون ووسع الإمارة إلى أقصى حد لها.                                                             |
|        | سيد كرويا غريغوريوس كاموناس  | 1216–12??  | حاكم يوناني-ألباني، تزوج أولاً من ابنة جين بروغوني، ثم تزوج كومينا نيمانييتش التي كانت أرملة ديميتير بروغوني مما أتاح له وراثة حكم إمارة أربانون. |
|        | سيد كرويا غوليم من كرويا     | 12??–1257  | آخر حاكم لإمارة أربانون. وصل إلى السلطة من خلال زواجه من ابنة غريغوريوس كاموناس. ويُعتبر صعود غوليم عودة إلى الحكم المحلي في ألبانيا.             |